# Leicester (race ovine)
Pour les articles homonymes, voir Leicester (homonymie).
La leicester ou leicester longwool, longue laine de leicester en anglais, est une race ovine d'Angleterre. Elle porte aussi les noms de Bakewell Leicester, Dishley Leicester, Improved Leicester ou New Leicester.

## Origine

### Géographique
Comme son nom l'indique, elle provient du comté de Leicestershire, au centre de l'Angleterre.

### Historique
En 1668, le mouton des Midlands est décrit comme provenant de l'homogénéisation de populations voisines des comtés de Leicestershire, Nottinghamshire et Warwickshire. Leur grande taille et leur bonne conformation sont remarquées, bien que leur laine soit jugée de qualité inférieure à celle de la race cotswold.
Au XVIIIe siècle, Robert Bakewell de Loughborough, a sélectionné des reproducteurs de moutons locaux sans croisement avec d'autres races. L'amélioration porte sur des critères de formes harmonieuses, précocité et vitesse d'engraissement, en revanche, la qualité lainière était mise de côté. Bakewell n'a pas laissé de traces écrites de ses travaux de sélection mais le résultat de son travail a influencé celui d'autres sélectionneurs et jeté les bases de l'élevage sélectif. La reconnaissance de la valeur de son œuvre se traduit à la fin du siècle par le prix des béliers qu'il obtient. Au cours du XIXe siècle, la race ovine leicester est recherchée pour ses qualités bouchères et la Leicester Longwool Sheep Breeders Association est créée en 1893.
Dans les années 1920-1930, la demande va vers des animaux moins gras. Il est progressivement remplacé dans les élevages bouchers par d'autres races correspondant mieux au marché. En dépit de l'amélioration de la race portant sur l'augmentation de la qualité et de la quantité de laine et sur l'amaigrissement de la carcasse, seuls quelques troupeaux perdurent dans leur comté d'origine, grâce à sa capacité à tirer profit de maigres pâtures et à supporter les rudes conditions climatiques de l'endroit. Les effectifs tournent autour de 1 100 individus entre 1986 et 1997, mais ils sont descendus à 470 animaux en 2012, en dépit de son inscription à l'association « Rare Breeds Survivor Trust ».

### Exportation
Au cours du XIXe siècle, des leicesters ont été exportés, notamment au Danemark ou en Suède où se trouvaient près de 10 000 animaux.
Arrivé aux États-Unis dès le XVIIIe siècle, il y a connu les mêmes péripéties qu'au Royaume-Uni, devenant une population importante avant d'être remplacé par d'autres races mieux adaptées aux changements du marché : seuls 178 animaux étaient inscrits en 2010.

## Morphologie

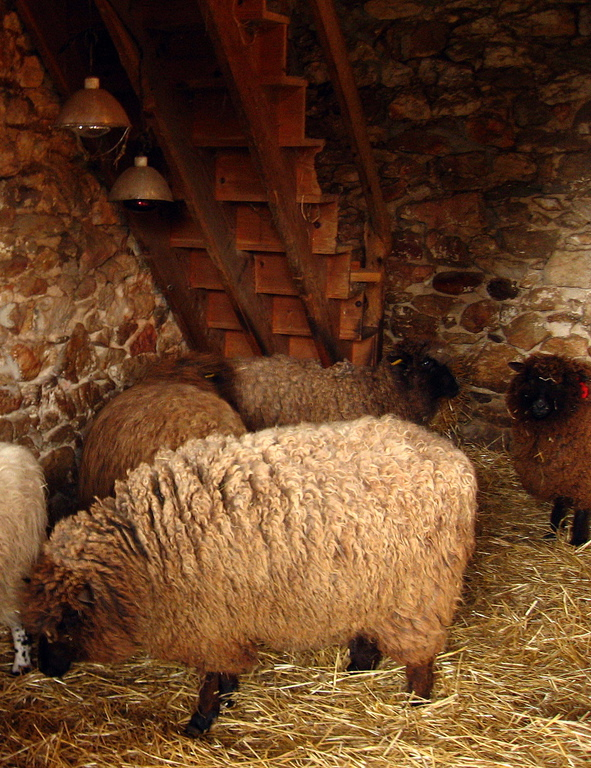
Blacks leicester longwools.

C'est une race de très grande taille pouvant peser jusqu'à 150 kg pour les béliers et 100 kg pour les brebis. Ils sont de couleur traditionnellement blanche, toutefois, un autre registre généalogique a été ouvert en 1986 pour les éleveurs de leicester noirs ; ces derniers ont une toison blanche avec un pelage court noir. Seules la tête et les pattes laissent apparaître cette couleur.
La tête ne porte pas de corne et est dressée fièrement sur un cou fort. Les oreilles fines et longues sont portées horizontalement et sont de couleur bleue (mélange de poils blancs et noirs). Le museau est large et ses muqueuses sont sombres. Le corps est large et ample. Les pattes de taille moyenne et solides reposent sur des sabots noirs.

## Aptitudes

### Lainière
La laine est longue et frisée, pouvant donner des dreadlocks. Les fibres mesurent de 20 à 25 cm et la toison pèse de 5 à 7,5 kg

## Sources